# Максинский ручей
Ма́ксинский ручей — левый приток реки Серебрянки.
Исток находится в Горенском лесопарке южнее района Восточный. Русло тянется на юго-восток, пересекает территорию СНТ «Металлург-3», затем проходит под железнодорожной веткой. После ручей поворачивает на юго-запад и по спрямлённому руслу впадал в безымянное болото (ныне осушено), из которого брала начало р. Серебрянка. Общая длина русла составляет около 2,5 км. Постоянный водоток прослеживался только в нижнем течении. Сейчас русло в нижнем течении или засыпано, или забрано в коллектор. Назван по имени бывшей деревни Максино, располагавшейся севернее истока.